# Myolepta luctuosa
Myolepta luctuosa är en tvåvingeart som först beskrevs av Jacques-Marie-Frangile Bigot 1857.  Myolepta luctuosa ingår i släktet parkblomflugor, och familjen blomflugor. Inga underarter finns listade i Catalogue of Life.